# Gaetano Marré

Corso di diritto commerciale, 1822 (Fondazione Mansutti, Milano).

Gaetano Giovanni Marré (Genova, 6 giugno 1771 – Genova, 24 aprile 1825) è stato un giurista, giornalista e letterato italiano.

## Biografia
Di formazione giuridica, nel triennio della Repubblica di Genova diresse con Gaspare Sauli la gazzetta Il Difensore della libertà, d'impronta fortemente anticlericale. Nell’agosto 1797 fu eletto membro di una commissione giudiziaria che doveva indagare su una protesta contro il governo popolare. Nel 1799 sposò la lucchese Rosalinda Galganetti, con cui ebbe due figli, Curzio e Gian Giacomo. 
Nel 1804, in qualità di socio dell'Instituto ligure, pronunciò un paio di relazioni di argomento linguistico-letterario: Parallelo della lingua Italiana con la lingua Francese e Prospetto delle vicende delle due lingue Italiana e Francese. Contemporaneamente fu nominato “maestro supplementario” per la cattedra di “Belle lettere”, incarico a cui rinunciò.
Nel 1807 il ministro degli Interni Jean-Baptiste Nompère de Champagny lo nominò professore di “Lingua, storia e letteratura francese”: Marré accettò la nomina ed esercitò la docenza fino al 1814, anno in cui la cattedra fu soppressa. 
Frattanto, sempre nel 1807, aveva pubblicato una traduzione della Germania di Tacito (dedicata a Giuseppe Solari e poi riedita nel 1814 insieme al volgarizzamento dell'Agricola), mentre nel 1810 era divenuto Segretario aggiunto nella “Colonia primogenita dell’Accademia Ligustica” presieduta dall'amico Jacob Gråberg di Hemsö. 
Dopo il periodo di obbligato congedo, il precariato professionale del Marré terminò con il passaggio tra il 1816 e il 1817 alla classe di Giurisprudenza, con l'insegnamento di diritto commerciale impartito ﬁno all’anno della morte.

## Opere
- Bruto (dramma per musica), Genova, 1799.
- Douglas (traduzione della tragedia di John Home), Genova, 1822.
- Sul merito tragico di Vittorio Alfieri, Milano, 1821.